# Abdelkader Ben Hmida
Abdelkader Ben Hamida Zaïri est un caïd marocain, l'un de ceux qui se sont succédé pour administrer la région de Gharbia, au sud de Doukkala.

## Biographie
Le caïd a demeuré pendant une longue période dans sa Casbah située à Douar Oulad Zaïr. Issu d'une famille originaire d'une région berbère du Moyen Atlas, connue sous le nom des Zaïri (signifiant pleine lune en amazigh), le Caïd était impliqué dans le trafic d'esclaves entre l'Afrique Subsaharienne, le Souss, le Doukkala et les régions nord du Maroc. Son homme de confiance était Hafid Lalami qui achetait et vendait les esclaves pour son compte.
Son fils, Mohamed Ben Abdelkader Ben Hamida Zaïri, a été également Caïd de la région des Gharbia et habitait Dar Caïd Ben Hamida située à Madinat Al Gharbia. Au même titre que d'autres sites historiques de la région des Doukkala, Dar Caïd Ben Hamida est menacée de ruine.